# Tunnel de Koralm
Le tunnel de Koralm (en allemand : Koralmtunnel) est un tunnel de base ferroviaire à deux tubes de 32,9 km de long en cours de finalisation en Autriche, construit sous le massif de la Koralpe dans le cadre de la ligne ferroviaire à grande vitesse entre Graz (Styrie) et Klagenfurt (Carinthie). Il doit être mis en service en décembre 2025. 
Le tunnel a vocation à se constituer en un tronçon important sur l'axe ferroviaire du corridor Baltique-Adriatique, un des neuf couloirs principaux du réseau transeuropéen de transport définis en 2017.

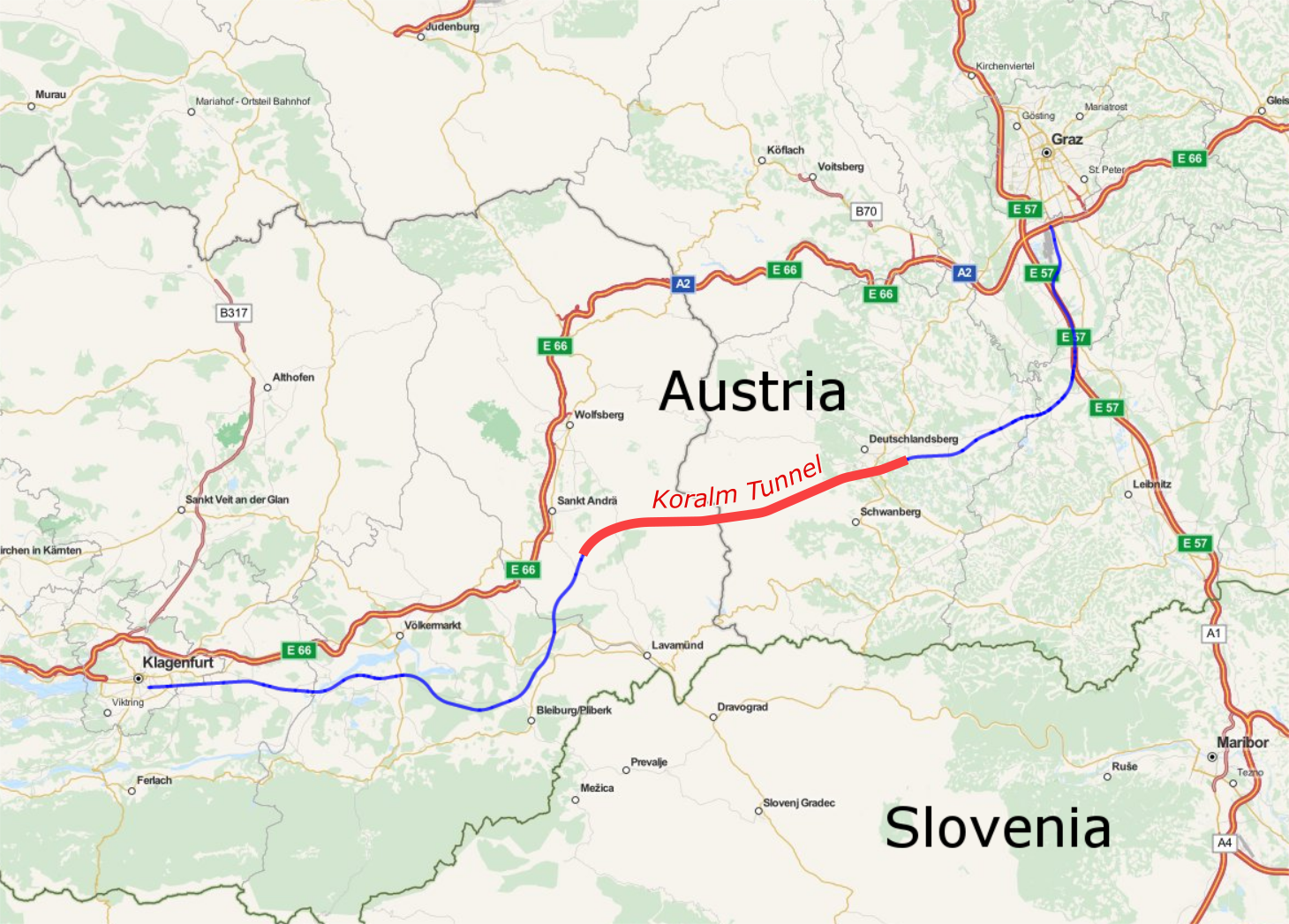
Le tracé de la nouvelle ligne avec le tunnel en rouge.